# Pôle métropolitain Nord Franche-Comté
Le pôle métropolitain Nord Franche-Comté est un pôle métropolitain situé en Franche-Comté, dans la région administrative Bourgogne-Franche-Comté. Créé le 1er septembre 2016 en regroupant 11 EPCI, il en comporte 5 depuis le 1er janvier 2017 du fait de l'application de la loi NOTRe.
Il a repris le périmètre et les compétences du Syndicat mixte de l'aire urbaine Belfort-Montbéliard-Héricourt-Delle.

## Composition
| Département           | Intercommunalité                            | Nombre de communes | Population (dernière pop. légale) | Superficie (km2) | Densité (hab./km2) |
| --------------------- | ------------------------------------------- | ------------------ | --------------------------------- | ---------------- | ------------------ |
| Territoire de Belfort | Communauté d'Agglomération du Grand Belfort | 52                 | 100 988                           | 262,0            | 385                |
| Territoire de Belfort | Communauté de communes du Sud Territoire    | 27                 | 23 599                            | 172,30           | 137                |
| Territoire de Belfort | Communauté de communes des Vosges du Sud    | 22                 | 15 067                            | 175,10           | 86                 |
| Haute-Saône Doubs     | Communauté de communes du pays d'Héricourt  | 23                 | 20 931                            | 163,60           | 128                |
| Doubs                 | Pays de Montbéliard Agglomération           | 73                 | 139 653                           | 451,40           | 309                |

## Transport

Carte routière simplifiée du Pôle métropolitain.

- Échangeur autoroutier de Sevenans
- LGV Rhin-Rhône
- Paris-Est - Mulhouse-Ville
- Dole-Ville - Belfort
- ligne Belfort - Delle - Bienne
- Optymo
- evolitY (CTPM)

- autoroutes
- 2x2 voies
- travaux de mise en 2x2 voies en cours
- 2x1 voies principales
- autres 2x1 voies

## Équipements communs
Plusieurs équipements partagés par les intercommunalités du Pôle métropolitain sont construits à mi-chemin entre les quatre principales villes, autour de l'échangeur de Sevenans :
- La gare de Belfort - Montbéliard TGV à Meroux ;
- L'hôpital Nord Franche-Comté à Trévenans ;
- La Jonxion (économie) à Meroux ;
- L'université de technologie de Belfort-Montbéliard (UTBM) à Sevenans.

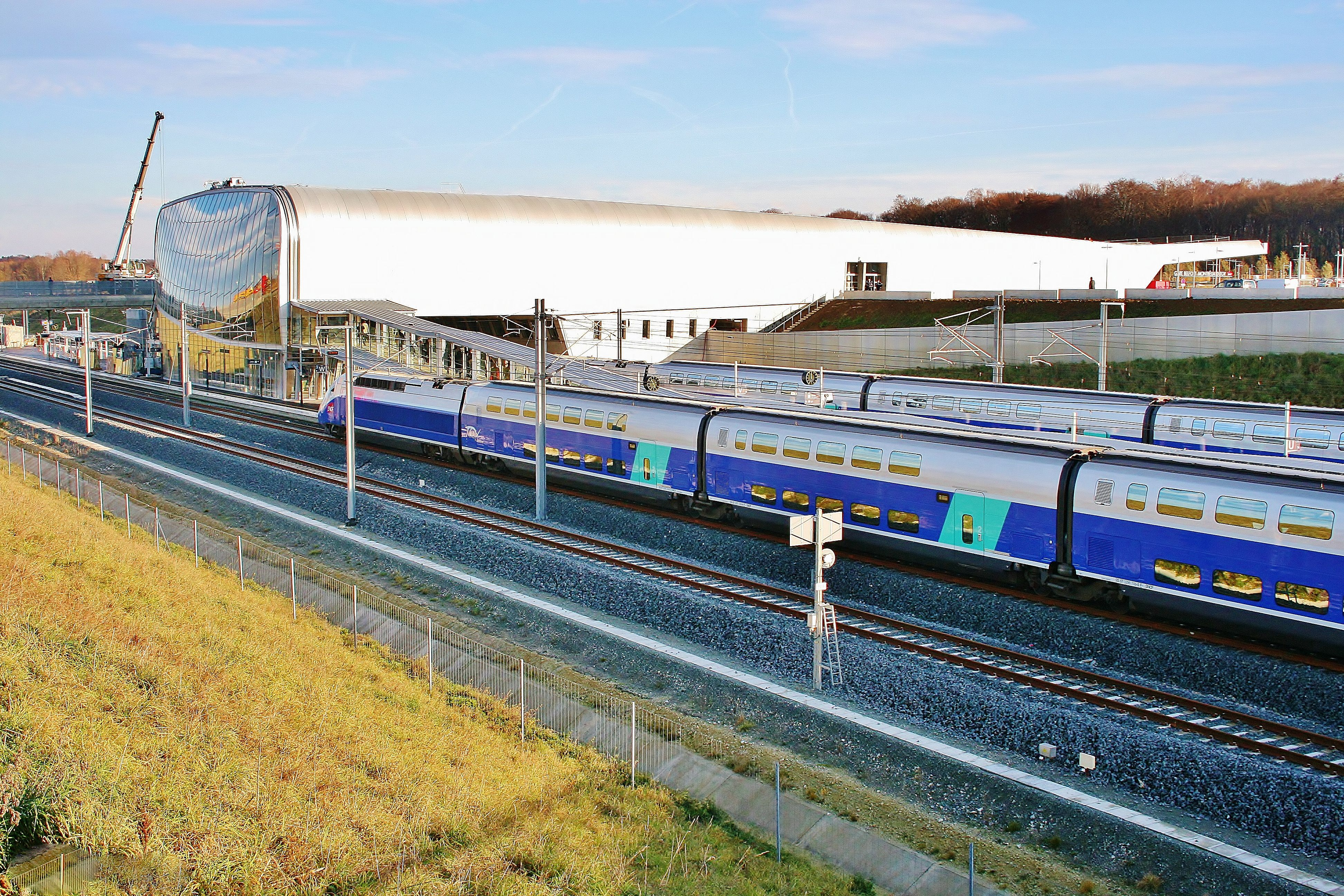
La gare de Belfort - Montbéliard TGV.
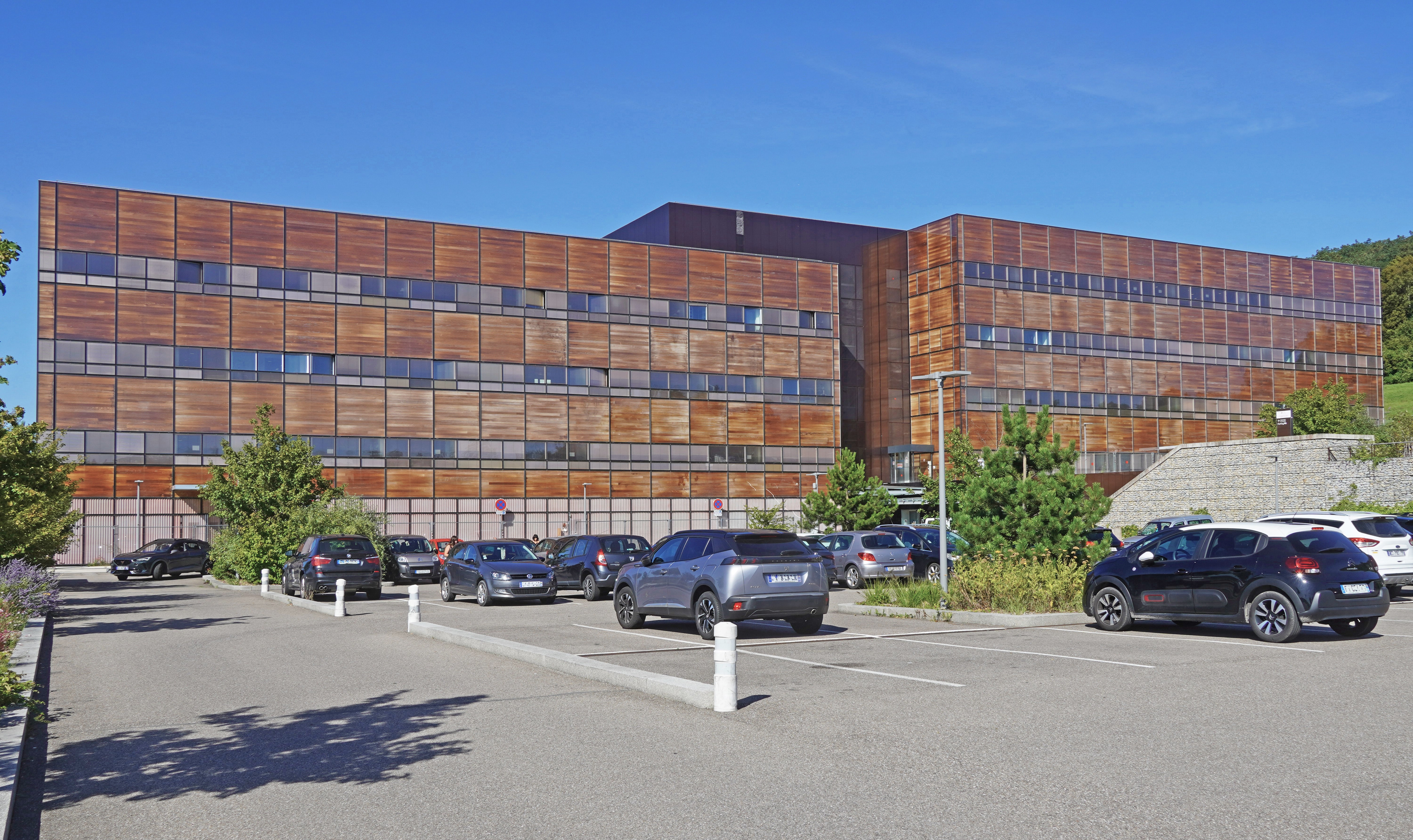
L'hôpital Nord Franche-Comté.
La Jonxion.
L'UTBM.

## Économie
- Automobile (Stellantis Sochaux)
- Constructions ferroviaires (Alstom) : TGV, locomotives fret
- Constructions électromécaniques (General Electric)
- Industries de pointe
- Luxe (Hermès)
- Métallurgie
- Activités tertiaires

## Identité visuelle

Logo
2016-2019
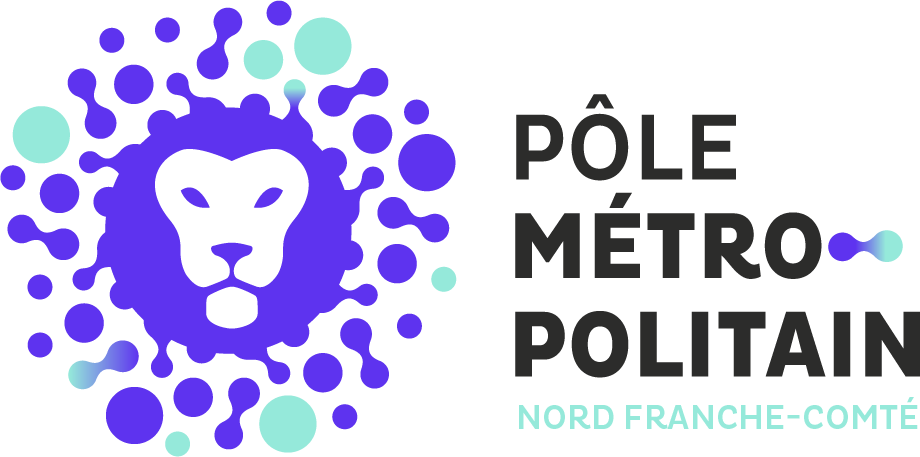
Depuis 2019.